# 索尼亞奇內 (尼古拉耶夫州)
46°48′16″N 31°36′9″E / 46.80444°N 31.60250°E
索尼亞奇内（羅馬化：Soniachne）是烏克蘭南部尼古拉耶夫州尼古拉耶夫區的村莊。村莊面積0.48平方公里，海拔高度10米，2001年人口185，人口密度每平方公里389.5人。